# 拉布勒伊贝尔纳
拉布勒伊贝尔纳（法語：Le Breuil-Bernard，法語發音：[lə bʁœj bɛʁnaʁ]）是法国德塞夫勒省的一个旧市镇，属于布雷叙尔区。2019年1月1日，拉布勒伊贝尔纳与邻近的5个市镇合并为新市镇塞夫尔河畔蒙库唐。

## 地理
拉布勒伊贝尔纳（46°43'9"N, 0°33'12"W）面积8.25 平方千米，位于法国新阿基坦大区德塞夫勒省，该省份为法国西部内陆省份，北起曼恩-卢瓦尔省，西接旺代省，南至夏朗德省和滨海夏朗德省，东临维埃纳省。
与拉布勒伊贝尔纳接壤的市镇（或旧市镇、城区）包括：拉沙佩勒圣艾蒂安、拉尔雅斯、蒙库唐、穆捷苏尚特梅勒、皮尼。
拉布勒伊贝尔纳的时区为UTC+01:00、UTC+02:00（夏令时）。

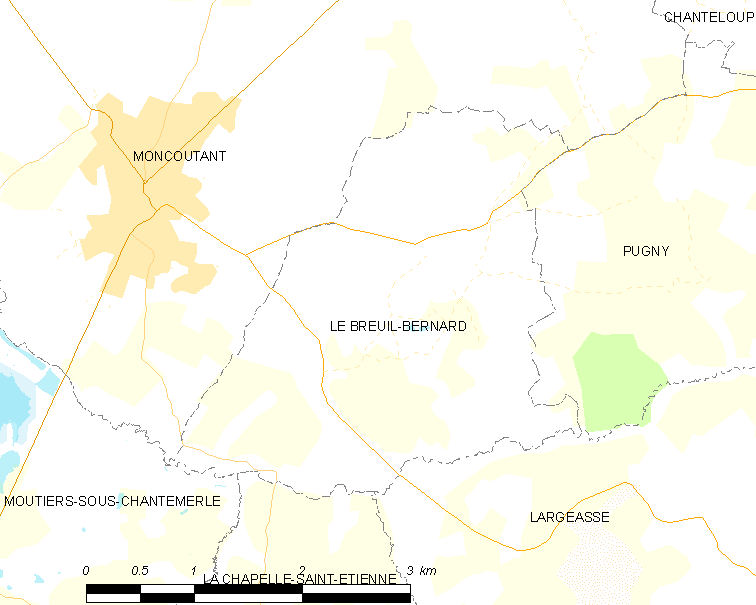
拉布勒伊贝尔纳的OSM定位图

## 行政
拉布勒伊贝尔纳的邮政编码为79320，INSEE市镇编码为79051。

## 政治
拉布勒伊贝尔纳所属的省级选区为瑟里宰县。

## 人口

1962-2008年间拉布勒伊贝尔纳人口变化图示

拉布勒伊贝尔纳于2018年1月1日时的人口数量为535人。